# Coupe Spengler 1992
Navigation
Édition précédente Édition suivante
La Coupe Spengler 1992 est la 66e édition de la Coupe Spengler. Elle se déroule en décembre 1992 à Davos, en Suisse.

## Règlement du tournoi
Les équipes sont regroupés au sein d'un seul groupe. Les équipes jouent un match contre chacune des autres équipes. Les deux premiers de la poule jouent une finale pour le titre de vainqueur de la Coupe Spengler.

## Résultats des matchs et classement
| Clt   | Équipe               | PJ | V | D | N | BP | BC | Pts |
| ----- | -------------------- | -- | - | - | - | -- | -- | --- |
| +001, | Canada               | 4  | 3 | 1 | 0 | 21 | 17 | 6   |
| +002, | Färjestad BK         | 4  | 3 | 1 | 0 | 21 | 16 | 6   |
| +003, | EC Hedos Munich      | 4  | 2 | 2 | 0 | 17 | 19 | 4   |
| +004, | CSKA Moscou          | 4  | 2 | 2 | 0 | 14 | 14 | 4   |
| +005, | HC Fribourg-Gottéron | 4  | 0 | 4 | 0 | 13 | 20 | 0   |

- Qualifié directement pour la finale

## Finale
| 31 décembre | Canada | 6-5 (pr) (1:1, 2:2, 2:2, 1:0) | Färjestad BK | Eisstadion Davos |